# Barão de Melgaço (ort)
Barão de Melgaço är en ort i Brasilien.   Den ligger i kommunen Barão de Melgaço och delstaten Mato Grosso, i den centrala delen av landet, 900 km väster om huvudstaden Brasília. Barão de Melgaço ligger 134 meter över havet och antalet invånare är 4 353.
Terrängen runt Barão de Melgaço är platt. Närmaste större samhälle är Lucas, 15,8 km söder om Barão de Melgaço.
Omgivningarna runt Barão de Melgaço är huvudsakligen savann. Runt Barão de Melgaço är det mycket glesbefolkat, med 6 invånare per kvadratkilometer.